# Breaking In
Breaking In è una serie televisiva statunitense trasmessa negli Stati Uniti dal 6 aprile 2011 su Fox.
La Fox aveva annunciato la cancellazione della serie il 10 maggio 2011, ma ne ha confermato una seconda stagione a fine agosto 2011 che avrebbe dovuto cominciare il 6 marzo 2012. Il 12 aprile 2012 la serie è stata definitivamente cancellata, e gli otto episodi rimasti inediti sono stati trasmessi per la prima volta in Portogallo tra il 4 luglio e il 22 agosto 2012.

## Trama
Un eclettico team di geni ventenni che lavorano in un'azienda specializzata in sicurezza di alta tecnologia hanno il compito di entrare nei sistemi informatici di sicurezza per verificarne l'effettiva validità.

## Personaggi e interpreti

### Personaggi regolari
- Cameron Price (stagioni 1-2), interpretato da Bret Harrison
- Calvin "Cash" Sparks (stagioni 1-2), interpretato da Alphonso McAuley
- Melanie Green (stagione 1, ricorrente stagione 2), interpretata da Odette Annable
- Ferris "Oz" Oswald Osbourne (stagioni 1-2), interpretato da Christian Slater
- Veronica "Ronnie" Mann (stagione 2), interpretata da Megan Mullally
- Molly Hughes (stagione 2), interpretata da Erin Richards

### Personaggi ricorrenti
- Dutch Nilbog (stagioni 1-2), interpretato da Michael Rosenbaum
- Josh Armstrong (stagione 1), interpretato da Trevor Moore
- "Creepy" Carol (stagioni 1-2), interpretata da Jennifer Irwin
- Ricky Borten (stagione 2), interpretato da Lance Krall
- Buddy Revell (stagione 2), interpretato da Terrell Lee

## Episodi
| Stagione         | Episodi | Prima TV USA | Prima TV Italia |
| ---------------- | ------- | ------------ | --------------- |
| Prima stagione   | 7       | 2011         | 2015            |
| Seconda stagione | 13      | 2012         | 2015            |